# أوليف ويلتون
أوليف ويلتون (بالإنجليزية: Olive Wilton)‏ هي ممثلة أسترالية، ولدت في 17 أبريل 1883 في باث في المملكة المتحدة، وتوفيت في 8 يونيو 1971 في هوبارت في أستراليا.

## وصلات خارجية
- أوليف ويلتون على موقع IMDb (الإنجليزية)